# Manić
Manić (en serbe cyrillique : Манић) est un village de Serbie situé dans la municipalité de Barajevo et sur le territoire de la Ville de Belgrade. Selon les données du recensement de 2011, il compte 560 habitants,.
Le village est l'une des localités les moins peuplées de la municipalité.

## Géographie

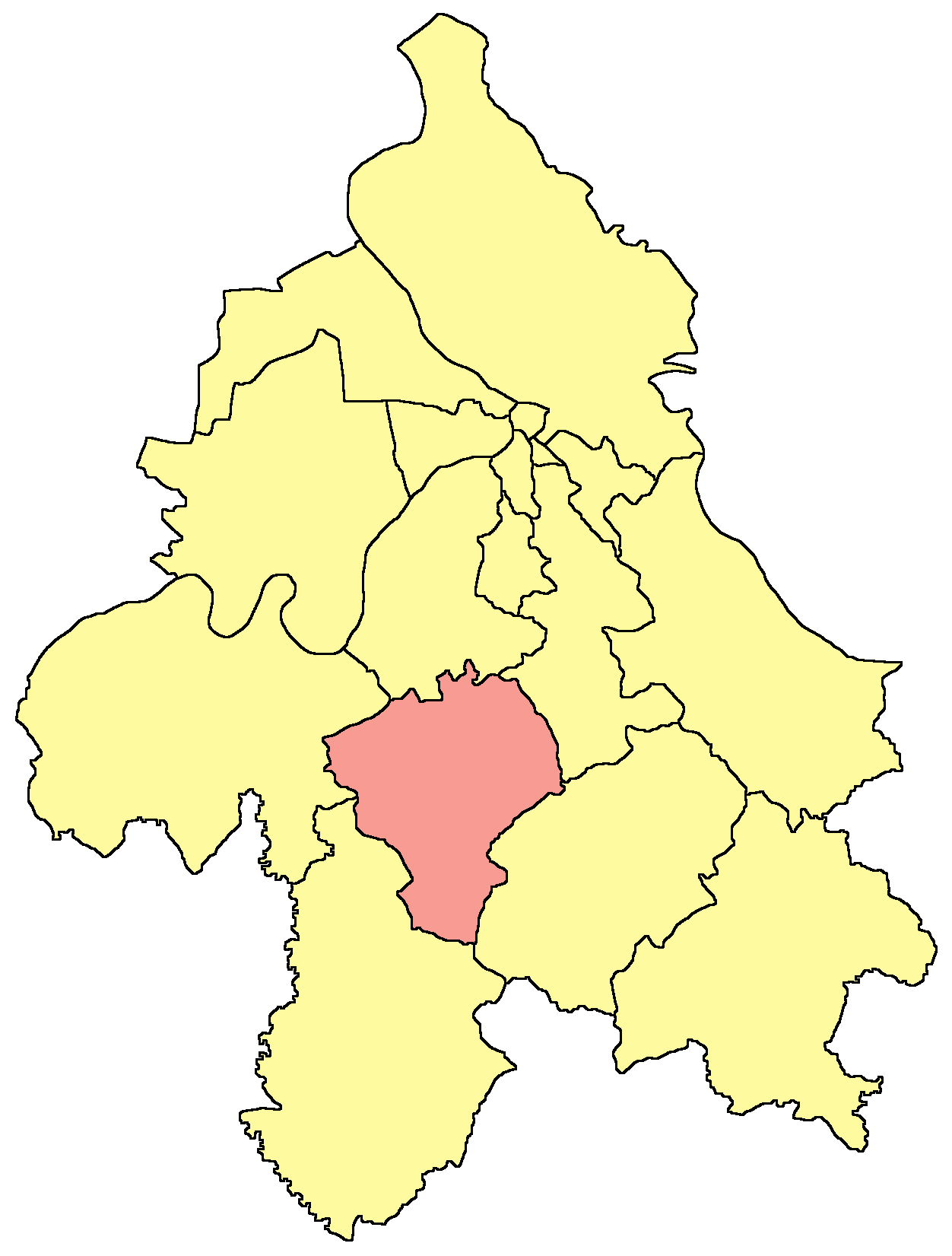
Localisation de la municipalité de Barajevo dans la Ville de Belgrade

Manić est situé sur les pentes occidentales du mont Kosmaj et sur les bords de la rivière Beljanica (un affluent de la Kolubara), dans les faubourgs de Belgrade.
Le village est entouré par les localités suivantes :
|         | Lisović Guberevac (municipalité de Sopot) |                                 |
| Beljina | Manić                                     | Stojnik (municipalité de Sopot) |
|         | Rožanci Slatina (municipalité de Sopot)   |                                 |

## Histoire
Aucune mention écrite n'est faite de Maniić avant le début du XIXe siècle ; il appartenait alors à la « knežina » de Katić (une subdivision territoriale) et, en 1822, il comptait 14 foyers ; en 1846, il en comptait 24. Selon le recensement de 1923, le village comptait 120 foyers et 592 habitants. Une école y fut ouverte en 1922.

## Démographie

### Évolution historique de la population
| 1948 | 1953 | 1961 | 1971 | 1981 | 1991 | 2002 | 2011 |
| ---- | ---- | ---- | ---- | ---- | ---- | ---- | ---- |
| 771  | 818  | 809  | 768  | 813  | 682  | 551  | 560, |

|  |

### Données de 2002
Pyramide des âges (2002)
En 2002, l'âge moyen de la population était de 38,8 ans pour les hommes et 39 ans pour les femmes.
Répartition de la population par nationalités (2002)
En 2002, les Serbes représentaient 82,39 % de la population et les Roms 17,24 %.

### Données de 2011
En 2011, l'âge moyen de la population était de 40,7 ans, 40,2 ans pour les hommes et 41,3 ans pour les femmes.